# And Love Said No: The Greatest Hits 1997-2004
And Love Said No - The Greatest Hits 1997-2004 é o primeiro álbum de melhores êxitos da banda de rock finlandesa HIM, lançado a 14 de Março de 2004.

## Faixas
1. "And Love Said No" – 4:10
2. "Join Me in Death" – 3:37
3. "Buried Alive By Love" – 5:01
4. "Heartache Every Moment" – 3:56
5. "Solitary Man" (cover de Neil Diamond) – 3:37
6. "Right Here in My Arms" – 4:00
7. "The Funeral of Hearts" – 4:29
8. "In Joy and Sorrow" – 3:59
9. "Your Sweet 666" (Re-Recorded Version) – 3:57
10. "Gone With the Sin" – 4:22
11. "Wicked Game" (cover de Chris Isaak) (Re-Recorded Version) – 4:06
12. "The Sacrament" – 4:30
13. "Close to the Flame" – 3:47
14. "Poison Girl" – 3:51
15. "Pretending" – 3:41
16. "When Love and Death Embrace" – 6:08